# Национальная академия наук США
Национа́льная акаде́мия нау́к США (англ. The National Academy of Sciences (NAS)) — ведущая научная организация США, образована 3 марта 1863 года актом Конгресса, подписанным президентом Авраамом Линкольном.

## Описание
Академия служит «советником нации в вопросах науки, техники и медицины». Члены её работают на общественных началах.
На 2025 год насчитывается 2662 действительных членов и 556 иностранных, в том числе около 190 лауреатов Нобелевской премии. Новые члены избираются пожизненно, тайным голосованием действительных членов. Избрание в академики считается одним из наиболее почётных символов признания научных заслуг.

### Руководство
Руководит академией совет из 12 членов во главе с президентом. Президент и члены совета избираются на 6 лет, президент может быть избран не более чем на два срока.
С 2016 года президент НАН США — Макнатт, Марша Кемпер.

## Награды

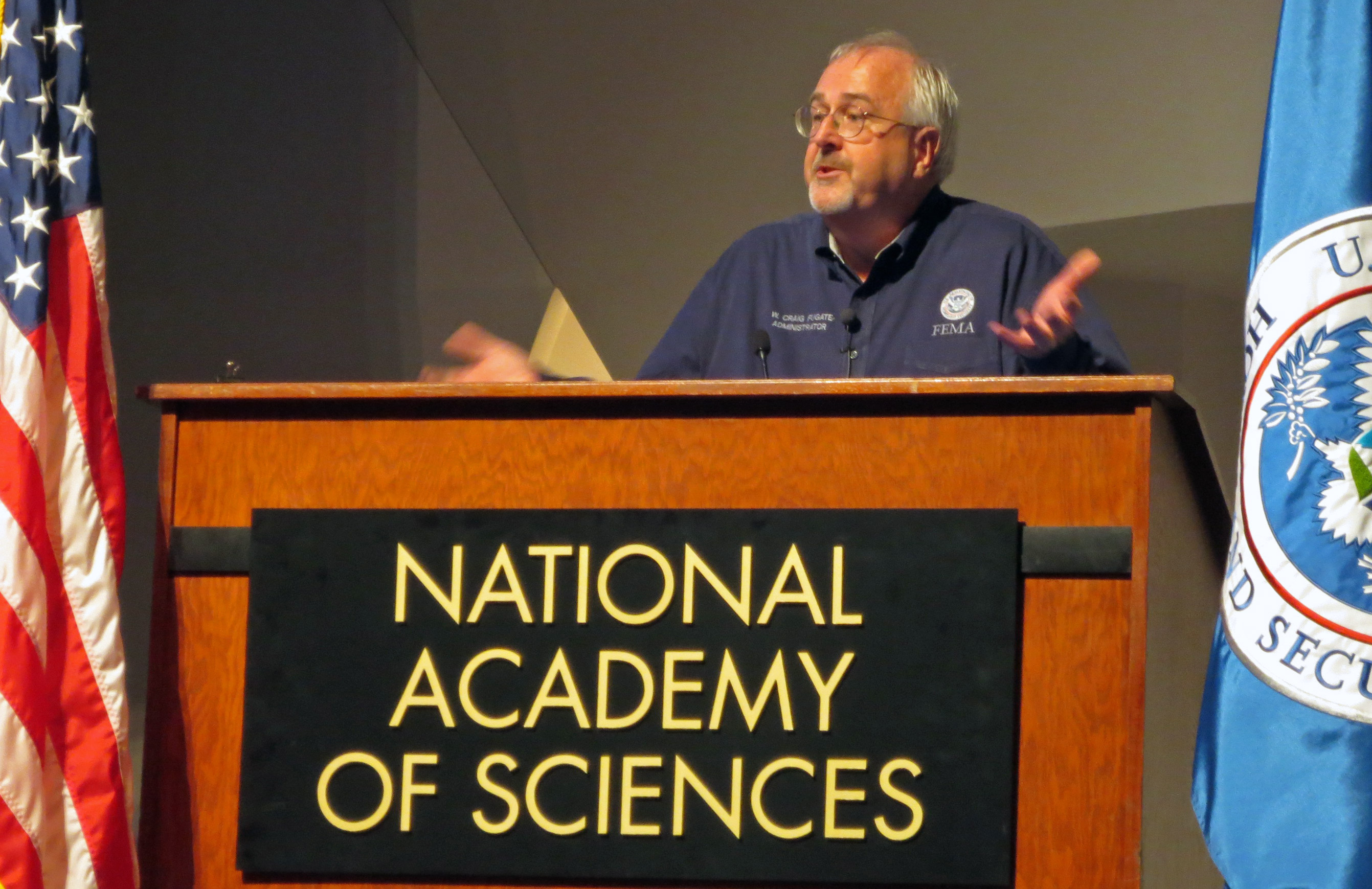
НАН США в 2013 г.

Национальная академия наук США вручает следующие награды:
- Общие
  - Премия Джона Карти — за выдающиеся научные достижения
  - Медаль Барнарда — за открытия в физике, астрономии или прикладные научные достижения, служащие развитию общества
  - Премия Уильяма Бейкера за инициативы в исследованиях[англ.] — для инициативных молодых учёных
  - Премия Национальной академии наук США за научный обзор — за вклад в научное рецензирование
  - Премия Национальной академии наук США за научное открытие
  - Медаль общественного благосостояния
  - Премия Рэймонда и Беверли Саклер за конвергентные исследования[англ.]
  - Премия Национальных академий в области коммуникаций[англ.]
  - Премия Джеймса за интеграцию науки и технологии

- Математика и компьютерные науки
  - Премия Мариам Мирзахани по математике[англ.]
  - Премия Майкла и Шейлы Хельд — за вклад в исследования оптимизации или связанные области компьютерных наук

- Физика
  - Премия Комстока — за вклад в физику
  - Медаль Арктовски[англ.] — за исследования в области физики Солнца и солнечно-земных связей

- Астрономия и астрофизика
  - Медаль Джеймса Крейга Уотсона — за вклад в астрономию
  - Медаль Генри Дрейпера — за достижения в области астрофизики
  - Медаль Лоуренса Смита — за исследование метеоритов

- Химия
  - Премия Национальной академии наук США по химическим наукам[англ.]
  - Премия Национальной академии наук США за химию на службе обществу[англ.]

- Биология и медицина
  - Премия Александра Холлендера по биофизике[англ.]
  - Премия Национальной академии наук США в области молекулярной биологии[англ.]
  - Медаль Джесси Стивенсон-Коваленко — за вклад в медицинские науки
  - Премия Национальной академии наук США в области нейронаук[англ.]
  - Премия Ричарда Лаунсбери[англ.] — для французских и американских учёных, внесших вклад в биологию и медицину
  - Медаль Гилберта Моргана Смита[англ.] — за исследование водорослей
  - Премия Зельмана Ваксмана по микробиологии[англ.]
  - Медаль Даниэля Жиро Эллиота — за работы по зоологии или палеонтологии
  - Премия Праделя — за вклад в понимание нервной системы

- Науки о земле
  - Медаль Чарльза Дулиттла Валькота — за вклад в изучение докембрийского и кембрийского геологического периода
  - Медаль Александра Агассиза — за вклад в развитие океанологии
  - Медаль Мэри Кларк Томпсон — за вклад в геологию и палеонтологию
  - Премия Артура Дэя[англ.] — за вклад в физику Земли
  - Медаль Стэнли Миллера[англ.] — за исследования ранней истории Земли
  - Премия Уоррена[англ.] — за вклад в речную геологию
  - Премия Национальной академии наук США за исследование ранней Земли
  - Премия Национальной академии наук США за исследование эволюции Земли и жизни

- Психологические науки
  - Премия Аткинсона по психологическим и когнитивным наукам[нем.]
  - Премия Уильяма и Кэтрин Эстес[англ.] — за вклад в когнитивные и поведенческие науки
  - Премия Троланда[англ.] — за вклад в психологические исследования

- Прикладные науки
  - Премия Хансакера — за аэрокосмическую инженерию
  - Медаль братьев Гиббс[англ.] — за вклад в военно-морскую архитектуру
  - Премия Национальной академии наук США за промышленное применение науки[англ.]
  - Премия Национальной академии наук США в области пищевой и сельскохозяйственной науки

## Примечательные факты
Доныне единственным случаем в истории академии, когда ее членами были избраны трое братьев и сестер, является избрание академиками детей известного эколога и писателя Альдо Леопольда, в частности его дочери-ботаника Эстеллы Леопольд в 1974.

## Российские и советские учёные — иностранные члены и члены НАН США
- 1903 — Менделеев, Дмитрий Иванович
- 1908 — Павлов, Иван Петрович
- 1937 — Струве, Отто Людвигович
- 1939 — Ипатьев, Владимир Николаевич
- 1940 — Тимошенко, Степан Прокофьевич
- 1943 — Добжанский, Феодосий Григорьевич; Зворыкин, Владимир Козьмич
- 1946 — Капица, Пётр Леонидович
- 1947 — Александров, Павел Сергеевич
- 1953 — Гамов, Георгий Антонович
- 1954 — Петрункевич, Александр Иванович
- 1959 — Амбарцумян, Виктор Амазаспович
- 1960 — Ландау, Лев Давидович
- 1963 — Семёнов, Николай Николаевич
- 1967 — Колмогоров, Андрей Николаевич; Пригожин, Илья Романович
- 1968 — Лурия, Александр Романович
- 1969 — Боголюбов, Николай Николаевич; Дубинин, Николай Петрович; Фрумкин, Александр Наумович
- 1970 — Гельфанд, Израиль Моисеевич
- 1971 — Кейлис-Борок, Владимир Исаакович; Тахтаджян, Армен Леонович
- 1973 — Сахаров, Андрей Дмитриевич, Шкловский, Иосиф Самуилович
- 1974 — Шафаревич, Игорь Ростиславович[5]; Леонтьев, Василий Васильевич; Браунштейн, Александр Евсеевич
- 1975 — Соколов, Евгений Николаевич
- 1976 — Монин, Андрей Сергеевич
- 1979 — Зельдович, Яков Борисович
- 1981 — Гинзбург, Виталий Лазаревич; Крейн, Марк Григорьевич
- 1982 — Лифшиц, Илья Михайлович
- 1983 — Арнольд, Владимир Игоревич
- 1985 — Дынкин, Евгений Борисович; Черенков, Павел Алексеевич
- 1987 — Сагдеев, Роальд Зиннурович
- 1989 — Громов, Михаил Леонидович
- 1990 — Алфёров, Жорес Иванович; Каждан, Давид; Фаддеев, Людвиг Дмитриевич
- 1991 — Бреховских, Леонид Максимович; Сюняев, Рашид Алиевич
- 1993 — Добрушин, Роланд Львович; Соболев, Николай Владимирович
- 1994 — Новиков, Сергей Петрович
- 1995 — Варшавский, Александр Яковлевич; Гольданский, Виталий Иосифович; Келдыш, Леонид Вениаминович
- 1997 — Баренблатт, Григорий Исаакович
- 1999 — Синай, Яков Григорьевич
- 2000 — Абрикосов, Алексей Алексеевич
- 2001 — Зельманов, Ефим Исаакович; Маргулис, Григорий Александрович
- 2003 — Элиашберг, Яков Матвеевич
- 2004 — Бернштейн, Иосиф Наумович
- 2005 — Горьков, Лев Петрович; Поляков, Александр Маркович
- 2006 — Брагинский, Владимир Борисович; Гамкрелидзе, Тамаз Валерианович
- 2008 — Линде, Андрей Дмитриевич
- 2010 — Меджитов, Руслан
- 2012 — Окуньков, Андрей Юрьевич
- 2014 — Фортов, Владимир Евгеньевич
- 2015 — Концевич, Максим Львович
- 2016 — Дринфельд, Владимир Гершонович; Замолодчиков, Александр Борисович; Кунин, Евгений Викторович
- 2017 — Бейлинсон, Александр Александрович; Старобинский, Алексей Александрович
- 2018 — Лукин, Михаил Дмитриевич, Шифман, Михаил Аркадьевич[6]
- 2019 — Левин, Леонид Анатольевич, Спирин, Александр Сергеевич
- 2020 — Басов, Дмитрий Николаевич, Виленкин, Александр Владимирович, Немировский, Аркадий Семёнович
- 2021 — Китаев, Алексей Юрьевич
- 2022 — Богомолов, Фёдор Алексеевич, Будкер, Ольга Владимировна, Житомирская, Светлана Яковлевна, Любич, Михаил Юрьевич, Нестеров, Юрий Евгеньевич[7]
- 2023 — Шкловский, Борис Ионович[8]